# 암슈테텐

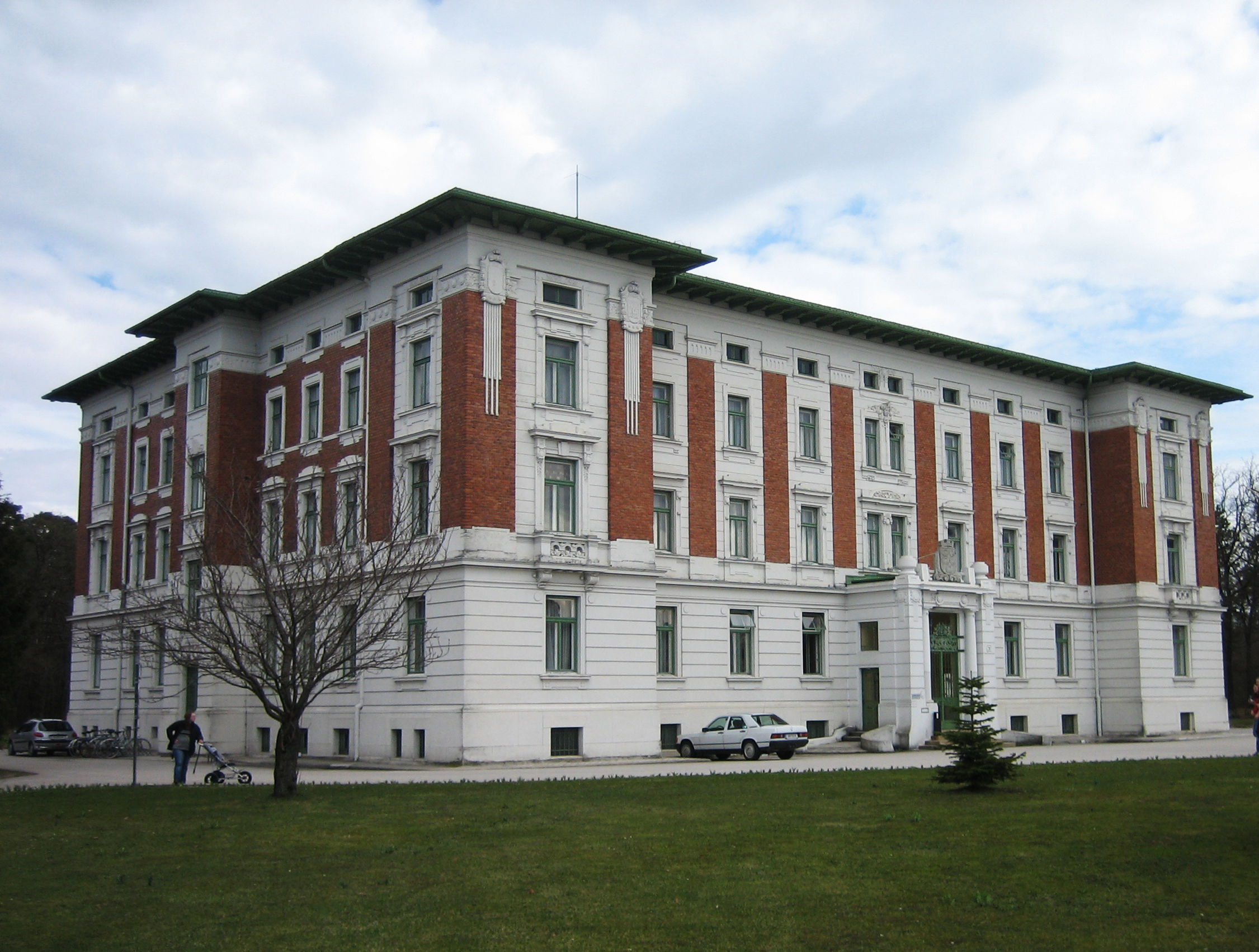
암슈테텐

암슈테텐(독일어: Amstetten)은 오스트리아 니더외스터라이히주에 있는 도시로, 면적은 52.22km2, 높이는 275m, 인구는 22,876명(2012년 기준), 인구 밀도는 440명/km2이다. 1111년 문헌에 처음 등장했으며 1868년 시로 승격되었다.

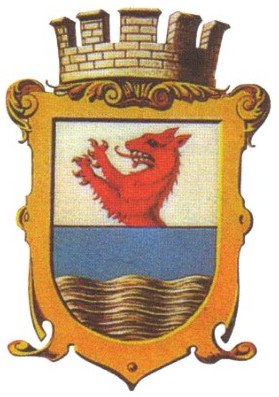
시 문장

## 역사
이 지역에는 석기 시대와 청동기 시대부터 사람이 거주한 흔적이 남아 있다.

## 인구
| 연도 | 인구   | ±%     |
| ---- | ------ | ------ |
| 1869 | 4,313  | —      |
| 1880 | 6,086  | +41.1% |
| 1890 | 7,254  | +19.2% |
| 1900 | 10,287 | +41.8% |
| 1910 | 14,415 | +40.1% |
| 1923 | 14,715 | +2.1%  |
| 1934 | 17,311 | +17.6% |
| 1939 | 18,574 | +7.3%  |
| 1951 | 17,380 | −6.4%  |
| 1961 | 19,086 | +9.8%  |
| 1971 | 21,695 | +13.7% |
| 1981 | 21,989 | +1.4%  |
| 1991 | 21,972 | −0.1%  |
| 2001 | 22,595 | +2.8%  |
| 2011 | 22,948 | +1.6%  |